# Kataliza (kemija)
Kataliza ( nlat. catalysis ← grč. katálysis: razrješivanje ≃ kata- + -liza) je kemijska reakcija koja se odvija drukčije nego u izoliranim okolnostima, što je posljedica prisutnošću katalizatora. U živom svijetu katalizatorsku ulogu imaju enzimi, a tad govorimo o biokatalizi.
Katalitičke pojave mogu biti promjena brzina kemijske reakcije, pokretanje kemijske reakcije općenito (inicijacija) ili usmjeravanje kemijske reakcije određenim putem, kad djeluju samo na određenu reakciju (selektivna kataliza). Obično se o katalizi govori kad se proces ubrzava (pozitivna kataliza), ali postoje i negativne katalize (inhibicije) kad se koristi negativne katalizatore radi usporenja ili zaustavljanja kemijske reakcije. Katalizator nazivamo analogno vrsti katalize, pozitivni katalizator, negativni katalizator (inhibitor), katalitički inicijator. Pojava slična katalitičkoj inicijaciji je autokataliza, a tu se katalizator javlja kao jedan od proizvoda reakcije.
Tvari čiji utjecaj stvara katalizu, katalizatori, samo su prisutne. Ne mijenjaju se ni s reaktantima ni s konačnim proizvodima, niti ulaze u konačni proizvod kemijske reakcije.
Ako su reaktanti, proizvodi i katalizator u istom agregatnom stanju, to je homogena kataliza. Ako je katalizator u nekom inom agregatnom stanju u odnosu na reaktante i proizvod, to je heterogena kataliza. 
Katalizator može biti jednostavan ili može biti od više sastavnica. Kod zadnjih uglavnom je jedna sastavnica aktivna, a ostale prinose ukupnoj aktivnosti katalizatora.
Katalizu se objašnjava time što se između katalizator i tvari koje reagiraju stvaraju nestabilni međuproizvodi koji nastavljaju reagirati u procesu s time da se oslobađa katalizator. Devet desetina svih suvremenih kemijskih procesa u industriji izvodi se pomoću katalizatora. 80% katalizatora su krutine.